# Codage zeta
Le codage zeta ou codage de Boldi-Vigna est un codage entropique inventé par Paolo Boldi et Sebastiano Vigna en 2003 et utilisé essentiellement en compression de graphes.
Le code zeta produit est un code préfixe et universel.

## Principe
Le codage zeta d'un entier naturel {\displaystyle N} dépend d'un paramètre {\displaystyle k} et se fait en deux étapes :
1. le codage de l'exposant de la plus grande puissance de {\displaystyle 2^{k}} inférieure ou égale à {\displaystyle N} avec un codage unaire ;
2. le codage de la différence entre {\displaystyle N} et cette plus grande puissance avec un codage binaire tronqué.

Mathématiquement, pour coder un entier {\displaystyle N,N\in \left[(2^{k})^{h}..(2^{k})^{h+1}\right]}, on code d'abord {\displaystyle h={\Big \lfloor }{\dfrac {\lfloor \log _{2}N\rfloor }{k}}{\Big \rfloor }} en unaire, puis {\displaystyle N-(2^{k})^{h}} en binaire tronqué avec un alphabet de taille {\displaystyle (2^{k})^{h+1}-(2^{k})^{h}}
On appelle {\displaystyle \zeta _{k}} la fonction associant à un entier naturel son code zeta paramétré par {\displaystyle k}.
Le codage zeta de paramètre 1 (utilisant la fonction {\displaystyle \zeta _{1}}) est équivalent au codage gamma et produit exactement les mêmes codes.

## Codage des entiers relatifs
Comme pour les codages gamma, delta et omega, il est possible de coder des entiers relatifs avec le codage zeta en utilisant une bijection pour transformer les nombres négatifs ou nul en nombres strictement positifs avant le codage à proprement parler.
Après le décodage, l'opération inverse doit être effectuée pour retrouver les entiers relatifs d'origine.

## Longueur du code

### Partie en code binaire tronqué
Le nombre {\displaystyle N-(2^{k})^{h}} codé en binaire tronqué nécessite un alphabet de taille {\displaystyle (2^{k})^{h+1}-(2^{k})^{h}=(2^{k}-1)\cdot 2^{kh}}. Il peut être divisé en {\displaystyle 2^{k}-1} groupes de {\displaystyle 2^{kh}} symboles.
Si {\displaystyle kh} bits de poids faible sont nécessairement écrits, l'indice du premier groupe peut-être tronqué à {\displaystyle k-1} bits de poids fort. Les {\displaystyle 2^{k}-2} indices suivants sont exprimés avec {\displaystyle k} bits de poids fort.
Le nombre {\displaystyle N-(2^{k})^{h}} appartient au premier groupe si : 

{\displaystyle {\frac {N-(2^{k})^{h}}{2^{kh}}}<1\;\Longleftrightarrow \;{\frac {N}{2^{kh}}}<2\;\Longleftrightarrow \;\log _{2}N-kh=r<1} avec {\displaystyle r} le reste de la division entière {\displaystyle \log _{2}N=kh+r}.

### Partie en code unaire
Le nombre {\displaystyle h} est codé sur {\displaystyle h+1} bits.
En récapitulatif, le nombre N est codé sur {\displaystyle L=(k+1)(h+1)-{\begin{cases}1&{\text{si }}r<1\\0&{\text{sinon}}\end{cases}}} bits, avec {\displaystyle h} et {\displaystyle r} définis par la division entière {\displaystyle \log _{2}N=kh+r}.

## Exemples
| Décimal | Binaire | Code gamma | Code zeta k = 1 | Code zeta k = 2 | Code zeta k = 3 | Code zeta k = 4 |
| ------- | ------- | ---------- | --------------- | --------------- | --------------- | --------------- |
| 1       | 00001   | 1          | 1               | 10              | 100             | 1000            |
| 2       | 00010   | 010        | 010             | 110             | 1010            | 10010           |
| 3       | 00011   | 011        | 011             | 111             | 1011            | 10011           |
| 4       | 00100   | 00100      | 00100           | 01000           | 1100            | 10100           |
| 5       | 00101   | 00101      | 00101           | 01001           | 1101            | 10101           |
| 6       | 00110   | 00110      | 00110           | 01010           | 1110            | 10110           |
| 7       | 00111   | 00111      | 00111           | 01011           | 1111            | 10111           |
| 8       | 01000   | 00010000   | 0001000         | 011000          | 0100000         | 11000           |